# Abu-Yaqub Ishaq ibn Àhmad as-Sijí
Abu-Yaqub Ishaq ibn Àhmad as-Sijí o as-Sijistaní (persa: ابو یعقوب سجستانی; àrab: أبو يعقوب السِّجِسْتاني, Abū Yaʿqūb as-Sijistānī) fou daï (missioner) persa ismaïlita i autor destacat d'aquest corrent xiïta. Va viure a la segona meitat del segle x i va gaudir de gran prestigi com a mestre i líder religiós. És considerat una figura eminent en el desenvolupament de la teologia així com del neoplatonisme dins de la filosofia islàmica.
D'alguns fragments que es coneixen sembla que fou lloctinent del daï de Rayy vers 932 al 942 i potser temporalment en fou el cap (vers 934) i després va anar a Bagdad. No va donar suport inicial a la reclamació fatimita l'imamat, però més tard va acabar dins aquesta tendència. Més tard fou daï al Khurasan i potser a Sistan.
Després de l'execució de Muhammad Nasafi a Bukharà (942) va ser fet presoner per l'emir safàrida Khalaf ibn Àhmad Sijí i va morir martiritzat vers el 971, segons l'historiador Raixid-ad-Din.
Va escriure diversos llibres de matèria religiosa sobre teologia i la seva significació cosmològica, una història de les teories de les profecies, i sobre política, entre els quals cal destacar Kashf al-mahdjub, Toḥfat al-mostaǰībīn, Eṯbāt al-nobūwāt, Eṯbāt al-nobūwāt, Yanābī, Bešāra, Maqālīd, al-Iftikhar (la seva obra principal), Sollam al-naǰāt i Noṣra.

## Nota
1. ↑  Que va regnar del 959 al 1009 o del 964 al 1002 segons les fonts